# Acanthogobius lactipes
Acanthogobius lactipes är en fiskart som först beskrevs av Hilgendorf, 1879.  Acanthogobius lactipes ingår i släktet Acanthogobius och familjen smörbultsfiskar. Inga underarter finns listade i Catalogue of Life.